# İnderesi, Bahçe
İnderesi là một xã thuộc huyện Bahçe, tỉnh Osmaniye, Thổ Nhĩ Kỳ. Dân số thời điểm năm 2010 là 251 người.